# Cristo de la Exaltación (Málaga)

## Santísimo Cristo de la Exaltación
El Santísimo Cristo de la Exaltación (Málaga) pertenece a las Reales Cofradías Fusionadas, siendo uno de los seis titulares de dicha cofradía. La actual imagen es obra del imaginero Francisco Buiza de 1982 y procesiona cada Miércoles Santo por las calles de Málaga.

## Historia
La Cofradía de la Exaltación data de 1655 por un testamento encontrado aunque aparece como fundada el 8 de mayo de 1710 y reorganizada en 1749.En los sucesos de 1931 cofradía pierde la Cruz de carey y plata del Stmo. Cristo y el trono, uno de los mejores de aquella época, así como los tres sayones que empujaban a la Cruz desde atrás. Se salva la cabeza del Señor y con ayuda fotográfica, Don Pedro Moreira López, imaginero malagueño, copia el cuerpo destruido. En 1978 se encarga a Antonio Joaquín Dubé de Luque la hechura de los tres sayones y en 1980 vuelve a salir. 

## Incendio
En la noche del 21 de julio de 1980 la capilla arde, destruyendo gran parte del patrimonio artístico de la cofradía:El Cristo de la Exaltación, La virgen de Lágrimas y Favores, la virgen del Mayor Dolor y el San Juan que la acompaña

Las llamas dejan al Cristo totalmente calcinado. Tras este accidente, se encarga una nueva imagen de la Exaltación, obra de Francisco Buiza,la cual fue donada a la Hermandad por la  Agrupación de Cofradías de Málaga procesionándose ya en 1982. Tras ser presentada en el pregón de Semana Santa que se dio ese año en el Conservatorio Superior de Música y Arte Dramático.
- Datos: Q5791706